# Холмськ-Південний
47°02′30″ пн. ш. 142°02′26″ сх. д. / 47.041666666667° пн. ш. 142.04055555556° сх. д.
Холмськ-Південний (рос. Холмск-Южный) — дільнична залізнична станція Сахалінського регіону Далекосхідної залізниці. Розташована в однойменному місті Сахалінської області, Росія.

## Історія
Найстаріша станція на дільнці Сахалінської залізниці від Шахта-Сахалінська до Іллінського та одна з найстаріших в області. 
Була відкрита як пасажирська станція Маока в 1918 році. 
Саме від неї побудовано перше відгалуження на південному заході острова на Хонто. 
До 1996 року на станції був дерев'яний залізничний вокзал, споруджений на початку 1920-х років. 
Нині вокзал розібрано, а на станції зупиняється «літній» потяг на Ніколайчук.

## Діяльність
Основна функція станції — транзит вантажних потягів. 
По суті, станція Холмськ-Південний є продовженням станції Холмськ-Сортувальний. 
Через станцію, як і через станцію Холмськ-Північний, курсують вантажні потяги з вугіллям, лісом, технікою, паливом, здійснюється стоянка вагонів (2 з 4 колій тупикові), на станції базується пожежний поїзд .
Станом на літо 2019 року, зі станції організовано пасажирське сполучення до станцій Томарі та Полякове (1 раз на день щодня, приміський потяг Полякове – Холмськ – Томарі).